# Liste von BitTorrent-Clients
Ein BitTorrent-Client ist ein Anwendungsprogramm, mit dem man Dateien über das BitTorrent-Protokoll herunterladen und verteilen kann. Der erste BitTorrent-Client BitTorrent wurde 2002 von Bram Cohen entwickelt. Dieser ist auch der Entwickler des Protokolls.

## Liste
| Name                  | Version           | Datum          | Betriebssystem                       | Lizenz                        | Programmiersprache | Spyware/Adware                        | weitere Protokollunterstützung                                            | BitTorrent-Protokollerweiterungen                                                         | Bemerkungen                                            |
| --------------------- | ----------------- | -------------- | ------------------------------------ | ----------------------------- | ------------------ | ------------------------------------- | ------------------------------------------------------------------------- | ----------------------------------------------------------------------------------------- | ------------------------------------------------------ |
| ABC                   | 3.18              | 23. Dez. 2006  | Windows, Linux (beta)                | Open Source                   | Python             |                                       |                                                                           |                                                                                           |                                                        |
| Ares Galaxy           | 2.5.4             | 18. Jan. 2020  | Windows                              | Open Source                   | Delphi             |                                       |                                                                           |                                                                                           | Protokoll ähnelt FastTrack                             |
| Aria2                 | 1.35.0            | 6. Okt. 2019   | Plattformunabhängig                  | GNU General Public License v2 | C++                | frei                                  | HTTP/HTTPS, FTP, SFTP and Metalink                                        |                                                                                           |                                                        |
| BitComet              | 1.64              | 15. Jan. 2020  | Windows                              | proprietär                    | C++                | Werbung (ab Version 0.89 abschaltbar) | HTTP, FTP, eMule                                                          | DHT                                                                                       |                                                        |
| BitTornado            | 0.3.18            | 23. Dez. 2006  | plattformunabhängig                  | Open Source                   | Python             |                                       |                                                                           |                                                                                           |                                                        |
| BitTorrent            | 7.9.1 Build30889  | 19. Apr. 2014  | Windows                              | Closed Source                 | C++                | Adware                                |                                                                           | DHT                                                                                       | Seit 6.0 µTorrent und Closed Source                    |
| BitTorrent            | 7.4.1 Build30291  | 1. Nov. 2013   | macOS                                | Closed Source                 | C++                | Adware                                |                                                                           | DHT                                                                                       | Seit 6.0 µTorrent und Closed Source                    |
| Deluge (gTorrent)     | 2.0.3             | 12. Juni 2019  | plattformunabhängig (GTK)            | Open Source                   | Python             |                                       |                                                                           | DHT                                                                                       |                                                        |
| Free Download Manager | 3.9.3 Build 1360  | 25. Okt. 2013  | Windows                              | Open Source                   | C++                |                                       |                                                                           | DHT                                                                                       |                                                        |
| FrostWire             | 6.8.4.292         | 31. Jan. 2020  | plattformunabhängig                  | Open Source (GPL)             | Java               | Adware (abwählbar)                    |                                                                           | DHT, UDP-Tracker-Support, Magnet-Links                                                    |                                                        |
| Halite                | 0.4.0.4           | 20. Dez. 2015  | Windows                              | Open Source (MIT-Lizenz)      | C++                |                                       |                                                                           |                                                                                           |                                                        |
| KTorrent              | 5.1.2             | 1. Sep. 2019   | plattformunabhängig                  | Open Source (GPL)             | C++                |                                       | HTTP                                                                      | DHT, UDP-Tracker-Support, Magnet-Links                                                    |                                                        |
| Lftp                  | 4.9.1             | 15. Jan. 2020  | macOS, Linux                         | Open Source (GPL)             | C++                |                                       | FTP, HTTP, SFTP, FISH                                                     | Fast, DHT, PEX, Multi-tracker, Metadata, Magnet-Links.                                    |                                                        |
| MLDonkey              | 3.1.5             | 22. März 2014  | plattformunabhängig                  | Open Source (GPL)             | Objective CAML     |                                       | eDonkey2000, Overnet, eMule-Kademlia, FastTrack, FTP, gnutella, Gnutella2 | DHT                                                                                       |                                                        |
| Opera                 | 11.64             | 10. Mai 2012   | plattformunabhängig                  | Closed Source                 | C++                | frei                                  |                                                                           |                                                                                           | Webbrowser mit integrierten BitTorrent-Client          |
| qBittorrent           | 4.2.1             | 17. Dez. 2019  | Linux, Solaris, macOS, Unix, Windows | Open Source (GPL)             | C++                | frei                                  |                                                                           | DHT, Magnet-Links                                                                         | Basiert auf der Libtorrent Bibliothek                  |
| rTorrent              | 0.9.8             | 19. Juli 2019  | Linux, Unix                          | GPL                           | C++                | frei                                  |                                                                           | DHT, UDP-Tracker-Support                                                                  | Konsole                                                |
| Shareaza              | 2.7.10.2          | 18. Sep. 2017  | Windows                              | Open Source (GPL)             | C++                | frei                                  | Gnutella2 (G2), gnutella eDonkey2000 (eMule-Netzwerk), HTTP, FTP          | DHT, UDP-Tracker-Support, Quellensuche über G2, Netzwerkübergreifendes Swarming, PEX, TEX |                                                        |
| TorrentFlux           | 2.4               | 18. Juni 2008  | plattformunabhängig                  | GPL                           | Python, PHP        |                                       |                                                                           |                                                                                           | Verwendet MySQL; webbasiert                            |
| Transmission          | 3.00              | 22. Mai 2020   | plattformunabhängig (Cocoa/GTK/Qt)   | Open Source (MIT-Lizenz/GPL)  | C                  | frei                                  |                                                                           | DHT, PEX, Magnet-Links                                                                    | Auch eine Konsolen-Version vorhanden (transmissioncli) |
| Tribler               | 7.11.0            | 1. Januar 2022 | Windows, macOS X, Linux, Android     | GPL 3.0                       | Python             | frei                                  |                                                                           |                                                                                           | bietet Onion-Routing                                   |
| Vuze (ehem.: Azureus) | 5.3               | 10. Feb. 2014  | plattformunabhängig                  | Open Source                   | Java               | Adware / Browser Extensions/Bars      |                                                                           | DHT                                                                                       | Durch Plug-ins erweiterbar                             |
| µTorrent              | 3.5.5.46304       | 1. Juni 2020   | Windows                              | proprietär (Freeware)         | C++                | Adware (abwählbar)                    |                                                                           | DHT, UDP-Tracker-Support                                                                  |                                                        |
| µTorrent              | 1.8.4 Build 30291 | 1. Nov. 2013   | macOS                                | proprietär (Freeware)         | C++                | Adware (abwählbar)                    |                                                                           | DHT, UDP-Tracker-Support                                                                  |                                                        |
| µTorrent              | 3.3 Build 30470   | 25. März 2014  | Linux                                | proprietär (Freeware)         | C++                | Adware (abwählbar)                    |                                                                           | DHT, UDP-Tracker-Support                                                                  |                                                        |